# 阿妻村
阿妻村（あづまむら）は、かつて岐阜県恵那郡にあった村である。
現在の恵那市明智町阿妻に該当する。

## 大字・字
- 大字:無し
- 字:柿の木平、丸草、月の平、坂下、岡田、川田、宮の前、かいと、こおれ、溝合、丸山、とまり、岩畑、中河原、前澤、細久保

## 歴史
- 1889年（明治22年）7月1日 - 町村制により阿妻村が発足。
- 1897年（明治30年）4月1日 - 吉良見村、大田村、大泉村と合併し、吉田村発足。同日阿妻村は廃止。

### 変遷表
| 明治以前               | 明治元年 - 明治22年        | 明治22年 7月1日 町村制施行 | 明治23年 - 明治45年          | 明治23年 - 明治45年                | 大正元年 - 昭和39年                   | 大正元年 - 昭和39年                      | 昭和40年 - 昭和64年                    | 平成元年 - 現在                    | 現在          |
| ---------------------- | -------------------------- | -------------------------- | ---------------------------- | ---------------------------------- | ------------------------------------- | ---------------------------------------- | -------------------------------------- | ---------------------------------- | ------------- |
| 恵那郡 大井村          | 恵那郡 大井村              | 恵那郡 大井村              | 明治23年12月27日 町制 大井町 | 明治23年12月27日 町制 大井町       | 恵那郡 大井町                         | 昭和29年4月1日 恵那市                    | 恵那市                                 | 平成16年10月25日 恵那市            | 恵那市        |
| 恵那郡 正家村          | 恵那郡 正家村              | 恵那郡 長島村              | 明治31年12月14日 町制 長島町 | 明治31年12月14日 町制 長島町       | 恵那郡 長島町                         | 昭和29年4月1日 恵那市                    | 恵那市                                 | 平成16年10月25日 恵那市            | 恵那市        |
| 恵那郡 永田村          | 恵那郡 永田村              | 恵那郡 長島村              | 明治31年12月14日 町制 長島町 | 明治31年12月14日 町制 長島町       | 恵那郡 長島町                         | 昭和29年4月1日 恵那市                    | 恵那市                                 | 平成16年10月25日 恵那市            | 恵那市        |
| 恵那郡 中野村          | 恵那郡 中野村              | 恵那郡 長島村              | 明治31年12月14日 町制 長島町 | 明治31年12月14日 町制 長島町       | 恵那郡 長島町                         | 昭和29年4月1日 恵那市                    | 恵那市                                 | 平成16年10月25日 恵那市            | 恵那市        |
| 恵那郡 久須見村        | 恵那郡 久須見村            | 恵那郡 長島村              | 明治31年12月14日 町制 長島町 | 明治31年12月14日 町制 長島町       | 恵那郡 長島町                         | 昭和29年4月1日 恵那市                    | 恵那市                                 | 平成16年10月25日 恵那市            | 恵那市        |
| 恵那郡 東野村          | 恵那郡 東野村              | 恵那郡 東野村              | 恵那郡 東野村                | 恵那郡 東野村                      | 恵那郡 東野村                         | 昭和29年4月1日 恵那市                    | 恵那市                                 | 平成16年10月25日 恵那市            | 恵那市        |
| 恵那郡 佐々良木村      | 恵那郡 佐々良木村          | 恵那郡 三郷村              | 恵那郡 三郷村                | 恵那郡 三郷村                      | 恵那郡 三郷村                         | 昭和29年4月1日 恵那市                    | 恵那市                                 | 平成16年10月25日 恵那市            | 恵那市        |
| 恵那郡 野井村          | 恵那郡 野井村              | 恵那郡 三郷村              | 恵那郡 三郷村                | 恵那郡 三郷村                      | 恵那郡 三郷村                         | 昭和29年4月1日 恵那市                    | 恵那市                                 | 平成16年10月25日 恵那市            | 恵那市        |
| 恵那郡 椋實村          | 恵那郡 椋實村              | 恵那郡 三郷村              | 恵那郡 三郷村                | 恵那郡 三郷村                      | 恵那郡 三郷村                         | 昭和29年4月1日 恵那市                    | 恵那市                                 | 平成16年10月25日 恵那市            | 恵那市        |
| 恵那郡 竹折村          | 恵那郡 竹折村              | 恵那郡 竹折村              | 明治30年4月1日 恵那郡 竹折村 | 明治35年5月24日 改称 恵那郡 武並村 | 恵那郡 武並村                         | 昭和29年4月1日 恵那市                    | 恵那市                                 | 平成16年10月25日 恵那市            | 恵那市        |
| 恵那郡 藤村            | 恵那郡 藤村                | 恵那郡 藤村                | 明治30年4月1日 恵那郡 竹折村 | 明治35年5月24日 改称 恵那郡 武並村 | 恵那郡 武並村                         | 昭和29年4月1日 恵那市                    | 恵那市                                 | 平成16年10月25日 恵那市            | 恵那市        |
| 恵那郡 中野方村        | 恵那郡 中野方村            | 恵那郡 中野方村            | 恵那郡 中野方村              | 恵那郡 中野方村                    | 恵那郡 中野方村                       | 昭和29年4月1日 恵那市                    | 恵那市                                 | 平成16年10月25日 恵那市            | 恵那市        |
| 恵那郡 毛呂窪村        | 恵那郡 毛呂窪村            | 恵那郡 毛呂窪村            | 明治30年4月1日 恵那郡 笠置村 | 明治30年4月1日 恵那郡 笠置村       | 恵那郡 笠置村                         | 昭和29年4月1日 恵那市                    | 恵那市                                 | 平成16年10月25日 恵那市            | 恵那市        |
| 恵那郡 姫栗村          | 恵那郡 姫栗村              | 恵那郡 姫栗村              | 明治30年4月1日 恵那郡 笠置村 | 明治30年4月1日 恵那郡 笠置村       | 恵那郡 笠置村                         | 昭和29年4月1日 恵那市                    | 恵那市                                 | 平成16年10月25日 恵那市            | 恵那市        |
| 加茂郡 河合村          | 加茂郡 河合村              | 加茂郡 河合村              | 明治30年4月1日 恵那郡 笠置村 | 明治30年4月1日 恵那郡 笠置村       | 恵那郡 笠置村                         | 昭和29年4月1日 恵那市                    | 恵那市                                 | 平成16年10月25日 恵那市            | 恵那市        |
| 加茂郡 飯地村          | 加茂郡 飯地村              | 加茂郡 飯地村              | 加茂郡 飯地村                | 加茂郡 飯地村                      | 昭和23年4月1日 所属変更 恵那郡 飯地村 | 昭和29年4月1日 恵那市                    | 恵那市                                 | 平成16年10月25日 恵那市            | 恵那市        |
| 恵那郡 岩村            | 恵那郡 岩村                | 恵那郡 岩村町              | 恵那郡 岩村町                | 恵那郡 岩村町                      | 恵那郡 岩村町                         | 昭和29年9月10日 恵那郡 岩村町            | 恵那郡 岩村町                          | 平成16年10月25日 恵那市            | 恵那市        |
| 恵那郡 富田村          | 恵那郡 富田村              | 恵那郡 富田村              | 明治30年4月1日 恵那郡 本郷村 | 明治30年4月1日 恵那郡 本郷村       | 恵那郡 本郷村                         | 昭和29年9月10日 恵那郡 岩村町            | 恵那郡 岩村町                          | 平成16年10月25日 恵那市            | 恵那市        |
| 恵那郡 上飯羽間村      | 明治5年5月 恵那郡 飯羽間村 | 恵那郡 飯羽間村            | 明治30年4月1日 恵那郡 本郷村 | 明治30年4月1日 恵那郡 本郷村       | 恵那郡 本郷村                         | 昭和29年9月10日 恵那郡 岩村町            | 恵那郡 岩村町                          | 平成16年10月25日 恵那市            | 恵那市        |
| 恵那郡 中飯羽間村      | 明治5年5月 恵那郡 飯羽間村 | 恵那郡 飯羽間村            | 明治30年4月1日 恵那郡 本郷村 | 明治30年4月1日 恵那郡 本郷村       | 恵那郡 本郷村                         | 昭和29年9月10日 恵那郡 岩村町            | 恵那郡 岩村町                          | 平成16年10月25日 恵那市            | 恵那市        |
| 恵那郡 下飯羽間村      | 明治5年5月 恵那郡 飯羽間村 | 恵那郡 飯羽間村            | 明治30年4月1日 恵那郡 本郷村 | 明治30年4月1日 恵那郡 本郷村       | 恵那郡 本郷村                         | 昭和29年9月10日 恵那郡 岩村町            | 恵那郡 岩村町                          | 平成16年10月25日 恵那市            | 恵那市        |
| 恵那郡 根上村          | 明治5年5月 恵那郡 飯羽間村 | 恵那郡 飯羽間村            | 明治30年4月1日 恵那郡 本郷村 | 明治30年4月1日 恵那郡 本郷村       | 恵那郡 本郷村                         | 昭和29年9月10日 恵那郡 岩村町            | 恵那郡 岩村町                          | 平成16年10月25日 恵那市            | 恵那市        |
| 恵那郡 馬場山田村      | 恵那郡 馬場山田村          | 恵那郡 馬場山田村          | 明治30年4月1日 恵那郡 遠山村 | 明治30年4月1日 恵那郡 遠山村       | 恵那郡 遠山村                         | 昭和30年3月1日 恵那郡 山岡町             | 恵那郡 山岡町                          | 平成16年10月25日 恵那市            | 恵那市        |
| 恵那郡 久保原村        | 恵那郡 久保原村            | 恵那郡 久保原村            | 明治30年4月1日 恵那郡 遠山村 | 明治30年4月1日 恵那郡 遠山村       | 恵那郡 遠山村                         | 昭和30年3月1日 恵那郡 山岡町             | 恵那郡 山岡町                          | 平成16年10月25日 恵那市            | 恵那市        |
| 恵那郡 上手向村        | 恵那郡 上手向村            | [恵那郡 上手向村           | 明治30年4月1日 恵那郡 遠山村 | 明治30年4月1日 恵那郡 遠山村       | 恵那郡 遠山村                         | 昭和30年3月1日 恵那郡 山岡町             | 恵那郡 山岡町                          | 平成16年10月25日 恵那市            | 恵那市        |
| 恵那郡 下手向村        | 恵那郡 下手向村            | 恵那郡 下手向村            | 明治30年4月1日 恵那郡 鶴岡村 | 明治30年4月1日 恵那郡 鶴岡村       | 恵那郡 鶴岡村                         | 昭和30年3月1日 恵那郡 山岡町             | 恵那郡 山岡町                          | 平成16年10月25日 恵那市            | 恵那市        |
| 恵那郡 釜屋村          | 恵那郡 釜屋村              | 恵那郡 釜屋村              | 明治30年4月1日 恵那郡 鶴岡村 | 明治30年4月1日 恵那郡 鶴岡村       | 恵那郡 鶴岡村                         | 昭和30年3月1日 恵那郡 山岡町             | 恵那郡 山岡町                          | 平成16年10月25日 恵那市            | 恵那市        |
| 恵那郡 原村            | 恵那郡 原村                | 恵那郡 原村                | 明治30年4月1日 恵那郡 鶴岡村 | 明治30年4月1日 恵那郡 鶴岡村       | 恵那郡 鶴岡村                         | 昭和30年3月1日 恵那郡 山岡町             | 恵那郡 山岡町                          | 平成16年10月25日 恵那市            | 恵那市        |
| 恵那郡 田代村          | 恵那郡 田代村              | 恵那郡 田代村              | 明治30年4月1日 恵那郡 鶴岡村 | 明治30年4月1日 恵那郡 鶴岡村       | 恵那郡 鶴岡村                         | 昭和30年3月1日 恵那郡 山岡町             | 恵那郡 山岡町                          | 平成16年10月25日 恵那市            | 恵那市        |
| 恵那郡 上村            | 明治5年8月 恵那郡 上村     | 恵那郡 上村                | 恵那郡 上村                  | 恵那郡 上村                        | 恵那郡 上村                           | 昭和31年9月30日 恵那郡 上矢作町          | 恵那郡 上矢作町                        | 平成16年10月25日 恵那市            | 恵那市        |
| 恵那郡 島村            | 明治5年8月 恵那郡 上村     | 恵那郡 上村                | 恵那郡 上村                  | 恵那郡 上村                        | 恵那郡 上村                           | 昭和31年9月30日 恵那郡 上矢作町          | 恵那郡 上矢作町                        | 平成16年10月25日 恵那市            | 恵那市        |
| 恵那郡 飯田洞村        | 明治5年8月 恵那郡 上村     | 恵那郡 上村                | 恵那郡 上村                  | 恵那郡 上村                        | 恵那郡 上村                           | 昭和31年9月30日 恵那郡 上矢作町          | 恵那郡 上矢作町                        | 平成16年10月25日 恵那市            | 恵那市        |
| 恵那郡 小笹原村        | 明治5年8月 恵那郡 上村     | 恵那郡 上村                | 恵那郡 上村                  | 恵那郡 上村                        | 恵那郡 上村                           | 昭和31年9月30日 恵那郡 上矢作町          | 恵那郡 上矢作町                        | 平成16年10月25日 恵那市            | 恵那市        |
| 恵那郡 横道村          | 明治5年8月 恵那郡 上村     | 恵那郡 上村                | 恵那郡 上村                  | 恵那郡 上村                        | 恵那郡 上村                           | 昭和31年9月30日 恵那郡 上矢作町          | 恵那郡 上矢作町                        | 平成16年10月25日 恵那市            | 恵那市        |
| 恵那郡 木實村          | 明治5年8月 恵那郡 上村     | 恵那郡 上村                | 恵那郡 上村                  | 恵那郡 上村                        | 恵那郡 上村                           | 昭和31年9月30日 恵那郡 上矢作町          | 恵那郡 上矢作町                        | 平成16年10月25日 恵那市            | 恵那市        |
| 恵那郡 下村            | 恵那郡 下村                | 恵那郡 下原田村            | 恵那郡 下原田村              | 恵那郡 下原田村                    | 恵那郡 下原田村                       | 昭和31年9月30日 恵那郡 上矢作町          | 恵那郡 上矢作町                        | 平成16年10月25日 恵那市            | 恵那市        |
| 恵那郡 漆原村          | 恵那郡 漆原村              | 恵那郡 下原田村            | 恵那郡 下原田村              | 恵那郡 下原田村                    | 恵那郡 下原田村                       | 昭和31年9月30日 恵那郡 上矢作町          | 恵那郡 上矢作町                        | 平成16年10月25日 恵那市            | 恵那市        |
| 恵那郡 小田子村        | 恵那郡 小田子村            | 恵那郡 下原田村            | 恵那郡 下原田村              | 恵那郡 下原田村                    | 恵那郡 下原田村                       | 昭和31年9月30日 恵那郡 上矢作町          | 恵那郡 上矢作町                        | 平成16年10月25日 恵那市            | 恵那市        |
| 恵那郡 串原村          | 恵那郡 串原村              | 恵那郡 串原村              | 恵那郡 串原村                | 恵那郡 串原村                      | 恵那郡 串原村                         | 恵那郡 串原村                            | 恵那郡 串原村                          | 平成16年10月25日 恵那市            | 恵那市        |
| 恵那郡 明知村          | 恵那郡 明知村              | 恵那郡 明知町              | 明治30年4月1日 恵那郡 明知町 | 恵那郡 明知町                      | 恵那郡 明知町                         | 昭和29年7月1日 恵那郡 明智町             | 恵那郡 明智町                          | 平成16年10月25日 恵那市            | 恵那市        |
| 恵那郡 野志村          | 恵那郡 野志村              | 恵那郡 野志村              | 明治30年4月1日 恵那郡 明知町 | 明治38年7月1日 分立 恵那郡 静波村  | 恵那郡 静波村                         | 昭和29年7月1日 恵那郡 明智町             | 恵那郡 明智町                          | 平成16年10月25日 恵那市            | 恵那市        |
| 恵那郡 杉平村          | 明治8年1月 恵那郡 杉野村   | 恵那郡 杉野村              | 明治30年4月1日 恵那郡 明知町 | 明治38年7月1日 分立 恵那郡 静波村  | 恵那郡 静波村                         | 昭和29年7月1日 恵那郡 明智町             | 恵那郡 明智町                          | 平成16年10月25日 恵那市            | 恵那市        |
| 恵那郡 門野村          | 明治8年1月 恵那郡 杉野村   | 恵那郡 杉野村              | 明治30年4月1日 恵那郡 明知町 | 明治38年7月1日 分立 恵那郡 静波村  | 恵那郡 静波村                         | 昭和29年7月1日 恵那郡 明智町             | 恵那郡 明智町                          | 平成16年10月25日 恵那市            | 恵那市        |
| 恵那郡 馬坂村          | 明治7年9月 恵那郡 東方村   | 恵那郡 東方村              | 明治30年4月1日 恵那郡 明知町 | 明治38年7月1日 分立 恵那郡 静波村  | 恵那郡 静波村                         | 昭和29年7月1日 恵那郡 明智町             | 恵那郡 明智町                          | 平成16年10月25日 恵那市            | 恵那市        |
| 恵那郡 馬木村          | 明治7年9月 恵那郡 東方村   | 恵那郡 東方村              | 明治30年4月1日 恵那郡 明知町 | 明治38年7月1日 分立 恵那郡 静波村  | 恵那郡 静波村                         | 昭和29年7月1日 恵那郡 明智町             | 恵那郡 明智町                          | 平成16年10月25日 恵那市            | 恵那市        |
| 恵那郡 高波村          | 明治7年9月 恵那郡 東方村   | 恵那郡 東方村              | 明治30年4月1日 恵那郡 明知町 | 明治38年7月1日 分立 恵那郡 静波村  | 恵那郡 静波村                         | 昭和29年7月1日 恵那郡 明智町             | 恵那郡 明智町                          | 平成16年10月25日 恵那市            | 恵那市        |
| 恵那郡 峰山村          | 明治7年9月 恵那郡 東方村   | 恵那郡 東方村              | 明治30年4月1日 恵那郡 明知町 | 明治38年7月1日 分立 恵那郡 静波村  | 恵那郡 静波村                         | 昭和29年7月1日 恵那郡 明智町             | 恵那郡 明智町                          | 平成16年10月25日 恵那市            | 恵那市        |
| 恵那郡 小杉村          | 明治7年9月 恵那郡 東方村   | 恵那郡 東方村              | 明治30年4月1日 恵那郡 明知町 | 明治38年7月1日 分立 恵那郡 静波村  | 恵那郡 静波村                         | 昭和29年7月1日 恵那郡 明智町             | 恵那郡 明智町                          | 平成16年10月25日 恵那市            | 恵那市        |
| 恵那郡 落倉村          | 明治7年9月 恵那郡 東方村   | 恵那郡 東方村              | 明治30年4月1日 恵那郡 明知町 | 明治38年7月1日 分立 恵那郡 静波村  | 恵那郡 静波村                         | 昭和29年7月1日 恵那郡 明智町             | 恵那郡 明智町                          | 平成16年10月25日 恵那市            | 恵那市        |
| 恵那郡 澤中村          | 明治7年9月 恵那郡 東方村   | 恵那郡 東方村              | 明治30年4月1日 恵那郡 明知町 | 明治38年7月1日 分立 恵那郡 静波村  | 恵那郡 静波村                         | 昭和29年7月1日 恵那郡 明智町             | 恵那郡 明智町                          | 平成16年10月25日 恵那市            | 恵那市        |
| 恵那郡 阿妻村          | 恵那郡 阿妻村              | 恵那郡 阿妻村              | 明治30年4月1日 恵那郡 吉田村 | 明治30年4月1日 恵那郡 吉田村       | 恵那郡 吉田村                         | 昭和30年10月5日 恵那郡 明智町に編入      | 恵那郡 明智町                          | 平成16年10月25日 恵那市            | 恵那市        |
| 恵那郡 恵那郡 田良子村 | 明治8年1月 恵那郡 大田村   | 恵那郡 大田村              | 明治30年4月1日 恵那郡 吉田村 | 明治30年4月1日 恵那郡 吉田村       | 恵那郡 吉田村                         | 昭和30年10月5日 恵那郡 明智町に編入      | 恵那郡 明智町                          | 平成16年10月25日 恵那市            | 恵那市        |
| 恵那郡 大栗村          | 明治8年1月 恵那郡 大田村   | 恵那郡 大田村              | 明治30年4月1日 恵那郡 吉田村 | 明治30年4月1日 恵那郡 吉田村       | 恵那郡 吉田村                         | 昭和30年10月5日 恵那郡 明智町に編入      | 恵那郡 明智町                          | 平成16年10月25日 恵那市            | 恵那市        |
| 恵那郡 上田村          | 明治8年1月 恵那郡 大田村   | 恵那郡 大田村              | 明治30年4月1日 恵那郡 吉田村 | 明治30年4月1日 恵那郡 吉田村       | 恵那郡 吉田村                         | 昭和30年10月5日 恵那郡 明智町に編入      | 恵那郡 明智町                          | 平成16年10月25日 恵那市            | 恵那市        |
| 恵那郡 吉良見村        | 恵那郡 吉良見村            | 恵那郡 吉良見村            | 明治30年4月1日 恵那郡 吉田村 | 明治30年4月1日 恵那郡 吉田村       | 恵那郡 吉田村                         | 昭和30年10月5日 恵那郡 明智町に編入      | 恵那郡 明智町                          | 平成16年10月25日 恵那市            | 恵那市        |
| 恵那郡 恵那郡 大船村   | 明治8年1月 恵那郡 大泉村   | 恵那郡 大泉村              | 明治30年4月1日 恵那郡 吉田村 | 明治30年4月1日 恵那郡 吉田村       | 恵那郡 吉田村                         | 昭和30年10月5日 恵那郡 明智町に編入      | 恵那郡 明智町                          | 平成16年10月25日 恵那市            | 恵那市        |
| 恵那郡 小泉村          | 明治8年1月 恵那郡 大泉村   | 恵那郡 大泉村              | 明治30年4月1日 恵那郡 吉田村 | 明治30年4月1日 恵那郡 吉田村       | 恵那郡 吉田村                         | 昭和30年10月5日 恵那郡 明智町に編入      | 恵那郡 明智町                          | 平成16年10月25日 恵那市            | 恵那市        |
| 恵那郡 颪村            | 明治8年1月 恵那郡 横通村   | 恵那郡 三濃村              | 恵那郡 三濃村                | 恵那郡 三濃村                      | 恵那郡 三濃村                         | 昭和30年4月1日 恵那郡 明智町に編入       | 恵那郡 明智町                          | 平成16年10月25日 恵那市            | 恵那市        |
| 恵那郡 柏尾村          | 明治8年1月 恵那郡 横通村   | 恵那郡 三濃村              | 恵那郡 三濃村                | 恵那郡 三濃村                      | 恵那郡 三濃村                         | 昭和30年4月1日 恵那郡 明智町に編入       | 恵那郡 明智町                          | 平成16年10月25日 恵那市            | 恵那市        |
| 恵那郡 岩竹村          | 明治8年1月 恵那郡 横通村   | 恵那郡 三濃村              | 恵那郡 三濃村                | 恵那郡 三濃村                      | 恵那郡 三濃村                         | 昭和30年4月1日 恵那郡 明智町に編入       | 恵那郡 明智町                          | 平成16年10月25日 恵那市            | 恵那市        |
| 恵那郡 安主村          | 明治8年1月 恵那郡 横通村   | 恵那郡 三濃村              | 恵那郡 三濃村                | 恵那郡 三濃村                      | 恵那郡 三濃村                         | 昭和30年4月1日 恵那郡 明智町に編入       | 恵那郡 明智町                          | 平成16年10月25日 恵那市            | 恵那市        |
| 恵那郡 土助村          | 明治8年1月 恵那郡 横通村   | 恵那郡 三濃村              | 恵那郡 三濃村                | 恵那郡 三濃村                      | 恵那郡 三濃村                         | 昭和30年4月1日 恵那郡 明智町に編入       | 恵那郡 明智町                          | 平成16年10月25日 恵那市            | 恵那市        |
| 恵那郡 才坂村          | 明治8年1月 恵那郡 横通村   | 恵那郡 三濃村              | 恵那郡 三濃村                | 恵那郡 三濃村                      | 恵那郡 三濃村                         | 昭和30年4月1日 恵那郡 明智町に編入       | 恵那郡 明智町                          | 平成16年10月25日 恵那市            | 恵那市        |
| 恵那郡 一色村          | 明治8年1月 野原村          | 恵那郡 三濃村              | 恵那郡 三濃村                | 恵那郡 三濃村                      | 恵那郡 三濃村                         | 昭和30年4月1日 愛知県東加茂郡 旭村に編入 | 昭和42年4月1日 町制 愛知県東加茂郡旭町 | 平成17年4月1日 愛知県豊田市 に編入 | 愛知県 豊田市 |
| 恵那郡 上切村          | 明治8年1月 野原村          | 恵那郡 三濃村              | 恵那郡 三濃村                | 恵那郡 三濃村                      | 恵那郡 三濃村                         | 昭和30年4月1日 愛知県東加茂郡 旭村に編入 | 昭和42年4月1日 町制 愛知県東加茂郡旭町 | 平成17年4月1日 愛知県豊田市 に編入 | 愛知県 豊田市 |
| 恵那郡 上中切村        | 明治8年1月 野原村          | 恵那郡 三濃村              | 恵那郡 三濃村                | 恵那郡 三濃村                      | 恵那郡 三濃村                         | 昭和30年4月1日 愛知県東加茂郡 旭村に編入 | 昭和42年4月1日 町制 愛知県東加茂郡旭町 | 平成17年4月1日 愛知県豊田市 に編入 | 愛知県 豊田市 |
| 恵那郡 下中切村        | 明治8年1月 野原村          | 恵那郡 三濃村              | 恵那郡 三濃村                | 恵那郡 三濃村                      | 恵那郡 三濃村                         | 昭和30年4月1日 愛知県東加茂郡 旭村に編入 | 昭和42年4月1日 町制 愛知県東加茂郡旭町 | 平成17年4月1日 愛知県豊田市 に編入 | 愛知県 豊田市 |
| 恵那郡 下切村          | 明治8年1月 野原村          | 恵那郡 三濃村              | 恵那郡 三濃村                | 恵那郡 三濃村                      | 恵那郡 三濃村                         | 昭和30年4月1日 愛知県東加茂郡 旭村に編入 | 昭和42年4月1日 町制 愛知県東加茂郡旭町 | 平成17年4月1日 愛知県豊田市 に編入 | 愛知県 豊田市 |
| 恵那郡 浅谷村          | 明治8年1月 恵那郡 浅谷村   | 恵那郡 三濃村              | 恵那郡 三濃村                | 恵那郡 三濃村                      | 恵那郡 三濃村                         | 昭和30年4月1日 愛知県東加茂郡 旭村に編入 | 昭和42年4月1日 町制 愛知県東加茂郡旭町 | 平成17年4月1日 愛知県豊田市 に編入 | 愛知県 豊田市 |
| 恵那郡 須淵村          | 明治8年1月 恵那郡 浅谷村   | 恵那郡 三濃村              | 恵那郡 三濃村                | 恵那郡 三濃村                      | 恵那郡 三濃村                         | 昭和30年4月1日 愛知県東加茂郡 旭村に編入 | 昭和42年4月1日 町制 愛知県東加茂郡旭町 | 平成17年4月1日 愛知県豊田市 に編入 | 愛知県 豊田市 |

## 学校
- 阿妻尋常小学校（恵那市立吉田小学校[2]の前身校の一つ）